# Thierry Hornet
 (juin 2020).
Si vous disposez d'ouvrages ou d'articles de référence ou si vous connaissez des sites web de qualité traitant du thème abordé ici, merci de compléter l'article en donnant les références utiles à sa vérifiabilité et en les liant à la section « Notes et références ».
Thierry Hornet est un journaliste et documentariste français. 

## Biographie
Après une maîtrise de sciences économiques, il obtient le diplôme du Centre de formation des journalistes de Paris en 1993. Il fait sa carrière dans l'audiovisuel, de M6 à l'agence CAPA, en passant par France Télévisions, la direction des magazines du groupe Canal+ et jusqu'au groupe de presse indépendant Flair Media dont il dirige le pôle magazine.

## Carrière
Il fait ses débuts dans les rédactions locales de France 3, puis participe en 1994 à la création du magazine Capital comme reporter, et en devient l'un des journalistes réguliers pendant 5 ans. Il reçoit notamment le prix Jeune Reporter du Festival international du scoop et du journalisme d'Angers en 1995.
Il collabore ensuite à plusieurs émissions comme 1 an de + sur Canal+ animé par Marc-Olivier Fogiel, puis, comme rédacteur en chef, Plus vite que la musique sur M6, Secrets d'actualité, magazine présenté par Laurent Delahousse et enfin Droit d'inventaire présenté par Marie Drucker sur France 3.
En parallèle, il crée et dirige Le Cafard cosmique, qui est pendant dix ans un site de référence dans le domaine des littératures de l'Imaginaire (science-fiction, fantastique, Fantasy). Il crée également le prix littéraire le prix du Cafard cosmique, reconnu par les éditeurs.
En août 2009, Thierry Hornet rejoint l'agence de presse CAPA. Il collabore avec le magazine Envoyé spécial de France 2.
Il participe également à la création d’Enquêtes criminelles sur W9.
En septembre 2011, il rejoint Guy Lagache à la direction de l'information et des programmes de Direct 8. Après le rachat de la chaine par le groupe Canal+, il devient directeur adjoint des magazines de la chaîne D8, où il participe notamment à la création des magazines En quête d'actualité, Au cœur de l'enquête et Déjà Demain.
À l'occasion du 70e anniversaire du débarquement de Normandie, il crée avec Guy Lagache une nouvelle émission, Histoire interdite, qui obtient le score d'audience record de D8 pour un magazine avec plus de 1,6 million de téléspectateurs. Histoire Interdite devient par la suite un rendez-vous régulier de la chaine.
Lorsque la chaîne se rebaptise C8, début septembre 2016, il participe à la création de nouveaux formats comme Focus et Monument, dont le premier numéro raconte l'histoire de la construction de la Tour Eiffel. En 2019, il réalise le documentaire "Les Ponts de Paris" qui sera multi-diffusé sur RMC puis sur Figaro TV et vendu dans plus de 30 pays.
En 2020, il rejoint la société de production Pallas TV co-fondée par Éric Pierrot, en tant que rédacteur en chef. Deux ans plus tard il prend la direction du pôle presse du groupe Flair Media. 
Il est également membre de l'équipe pédagogique du Centre de Formation des Journalistes, du Conseil de Déontologie journalistique et de médiation, et intervenant de l'association Fake Off contre la désinformation.

## Sources
1. ↑  C. F. J. Alumni, « Thierry HORNET (CFJ46 - 1993) », sur alumni.cfjparis.com (consulté le 1er février 2022)
2. ↑  « Ménilmontant, mais oui madame... », sur Ménilmontant, mais oui madame... (consulté le 1er février 2022)
3. ↑  « Du citoyen au consommateur », Le Monde.fr,‎ 11 octobre 2010 (lire en ligne, consulté le 1er février 2022)
4. ↑  « Guy Lagache, « l’Américain » à Radio France », Le Monde.fr,‎ 25 juin 2018 (lire en ligne, consulté le 1er février 2022)
5. ↑  « Histoire interdite : Hitler, les secrets de l'ascension d'un monstre », sur Daily Movies, 25 novembre 2015 (consulté le 1er février 2022)
6. ↑  Blaise de Chabalier, « « Les Ponts de Paris », un patrimoine étonnant sur la Seine », sur TV Magazine, 23 avril 2025 (consulté le 6 août 2025)
7. ↑  « Eric Pierrot emmène le téléspactateur là où il ne peut pas aller. », sur Atlantis Télévision, 3 octobre 2020 (consulté le 1er février 2022)
8. ↑  Cécile Kébir, « Interventions de l'association Fake off », sur Lycée Galilée Cergy, 6 août 2025 (consulté le 6 août 2025)